# Йозеф Сук
Йозеф Сук (на чешки: Josef Suk) (4 януари 1874 - 29 май 1935) е чешки композитор и цигулар. Ученик, зет и близък приятел на Антонин Дворжак.
Учител е на Бохуслав Мартину. След смъртта на Дворжак през 1904 г. и на дъщеря му през 1905 г. композира „Азраел симфония в до минор“ (1905 – 1906), която е сред най-значимите му произведения.

## Биография
Сук е роден в Кржечовице, Бохемия. От ранна възраст е дълбоко ангажиран с музика. Научава се да свири на орган, цигулка и пиано от баща си Йозеф Сук Старши и е обучаван допълнително по цигулка от чешкия цигулар Антонин Беневиц. Работи с няколко други композитори, включително Йозеф Бохуслав Фьорстер, Карел Книтъл и Карел Щекер. По-късно той се фокусира върху писане на камерни произведения под учението на Хануш Вихан.  Въпреки отличното си музикално обучение, често се казва, че неговите музикални умения са до голяма степен наследени. Въпреки че продължава уроците си с Вихан още една година след завършване на училище, най-голямото вдъхновение на Сук идва от друг негов учител, чешкия композитор Антонин Дворжак. 
Той е бил любимец на Дворжак. Сук се сродява със своя ментор. Композиторът се жени през 1898 г. за дъщерята на Дворжак, Отилие, с която имат щастлив живот.  Последната част от живота на Сук обаче е изпълнена с трагедия.  В рамките на 14 месеца около 1905 г. умира не само наставникът на Сук Дворжак, но и Отилие. Тези събития вдъхновяват написването на Азраел симфония в до минор.

## Личен живот
Сук се жени за дъщерята на Дворжак Отилие („Otýlka“) през 1898 г. Те имат едно дете, син, също на име Йозеф, роден през 1898 г. Отилие умира от сърдечна недостатъчност на 27-годишна възраст през 1905 г., година след баща си. Йозеф Сук младши от своя страна е баща на известния цигулар Йозеф Сук, който почина през 2011 г.  Сук се пенсионира през 1933 г. , въпреки че продължава да бъде ценна и вдъхновяваща обществена фигура за чехите. Сук умира на 29 май 1935 г. в Бенешов , Чехословакия (сега Чехия ); той е погребан в гробището на църквата Св. Лука в Кржечовице.